# Índice de cor
| Classe | B−V   | U−B   | V−R   | R−I   | Tefetiva (K) |
| ------ | ----- | ----- | ----- | ----- | ------------ |
| O5V    | −0,33 | −1,19 | −0,15 | −0,32 | 42.000       |
| B0V    | −0,30 | −1,08 | −0,13 | −0,29 | 30.000       |
| A0V    | −0,02 | −0,02 | 0,02  | −0,02 | 9.790        |
| F0V    | 0,30  | 0,03  | 0,30  | 0,17  | 7.300        |
| G0V    | 0,58  | 0,06  | 0,50  | 0,31  | 5.940        |
| K0V    | 0,81  | 0,45  | 0,64  | 0,42  | 5.150        |
| M0V    | 1,40  | 1,22  | 1,28  | 0,91  | 3.840        |

Em astronomia, o índice de cor é uma simples expressão numérica que determina a cor de um objeto, o que, no caso de uma estrela, indica sua temperatura. Quanto menor o índice de cor, mais azul (ou quente) é o objeto. Por outro lado, quanto maior o índice de cor, mais vermelho (ou frio) é o objeto. Isso é consequência da escala logarítmica de magnitude, na qual objetos mais brilhantes têm magnitudes menores (mais negativas) do que os mais fracos. Para comparação, o Sol esbranquiçado tem um índice B−V de 0,656 ± 0,005, enquanto a azulada Rigel tem um B−V de −0,03 (sua magnitude B é 0,09 e sua magnitude V é 0,12, B−V = −0,03). Tradicionalmente, o índice de cor usa Vega como ponto zero. A supergigante azul Theta Muscae tem um dos menores índices B−V, com −0,41, enquanto a gigante vermelha e estrela de carbono R Leporis tem um dos maiores, com +5,74.
Para medir o índice, observa-se a magnitude de um objeto sucessivamente através de dois filtros diferentes, como U e B, ou B e V, onde U é sensível aos raios ultravioleta, B é sensível à luz azul, e V é sensível à luz visível (verde-amarela) (ver também: Sistema UBV). O conjunto de bandas de passagem ou filtros é chamado de sistema fotométrico. A diferença nas magnitudes obtidas com esses filtros é chamada de índice de cor U−B ou B−V, respectivamente.
Em princípio, a temperatura de uma estrela pode ser calculada diretamente a partir do índice B−V, e existem várias fórmulas para fazer essa conexão. Uma boa aproximação pode ser obtida considerando as estrelas como corpos negros, usando a fórmula de Ballesteros (também implementada no pacote PyAstronomy para Python):
{\displaystyle T=4600\,\mathrm {K} \left({\frac {1}{0,92\;(B{\text{-}}\!V)+1,7}}+{\frac {1}{0,92\;(B{\text{-}}\!V)+0,62}}\right).}
Índices de cor de objetos distantes são geralmente afetados pela extinção interestelar, ou seja, são mais vermelhos do que os de estrelas próximas. A quantidade de avermelhamento é caracterizada pelo excesso de cor, definido como a diferença entre o índice de cor observado e o índice de cor normal (ou índice de cor intrínseco), o hipotético índice de cor verdadeiro da estrela, não afetado pela extinção. Por exemplo, no sistema fotométrico UBV podemos expressar isso para o índice B−V:
{\displaystyle E_{{\text{B-}}\!{\text{V}}}={B{\text{-}}\!V}{\text{observado}}-{B{\text{-}}\!V}{\text{intrínseco}}.}
As bandas de passagem mais usadas por astrônomos ópticos são os filtros UBVRI, onde os filtros U, B e V são como mencionado acima, o filtro R transmite luz vermelha, e o filtro I transmite luz infravermelha. Esse sistema de filtros é às vezes chamado de sistema de filtros Johnson–Kron–Cousins, nomeado em homenagem aos criadores do sistema (ver referências). Esses filtros foram especificados como combinações particulares de filtros de vidro e tubos fotomultiplicadores. M. S. Bessell especificou um conjunto de transmissões de filtros para um detector de resposta plana, quantificando assim o cálculo dos índices de cor. Para maior precisão, pares apropriados de filtros são escolhidos dependendo da temperatura de cor do objeto: B−V para objetos de faixa média, U−V para objetos mais quentes, e R−I para os mais frios.
Índices de cor também podem ser determinados para outros corpos celestes, como planetas e luas:
| Corpo celeste | Índice de cor B−V | Índice de cor U−B |
| ------------- | ----------------- | ----------------- |
| Mercúrio      | 0,97              | 0,40              |
| Vênus         | 0,81              | 0,50              |
| Terra         | 0,20              | 0,0               |
| Lua           | 0,92              | 0,46              |
| Marte         | 1,43              | 0,63              |
| Júpiter       | 0,87              | 0,48              |
| Saturno       | 1,09              | 0,58              |
| Urano         | 0,56              | 0,28              |
| Netuno        | 0,41              | 0,21              |

## Termos quantitativos de índice de cor
| Cor (referência Vega) | Índice de cor (B−V) | Classe espectral (sequência principal) | Classe espectral (estrelas gigantes) | Classe espectral (estrelas supergigantes) | Exemplos            |
| --------------------- | ------------------- | -------------------------------------- | ------------------------------------ | ----------------------------------------- | ------------------- |
| Vermelho              | ≥1,40               | M                                      | K4–M9                                | K3–M9                                     | Betelgeuse, Antares |
| Laranja               | 0,80–1,40           | K                                      | G4–K3                                | G1–K2                                     | Arcturus, Pollux    |
| Amarelo               | 0,60–0,80           | G                                      | G0–G3                                | F8–G0                                     | Sol, Rigil Kent     |
| Verde                 | 0,30–0,60           | F                                      | F                                    | F4–F7                                     | Procyon             |
| Branco                | 0,00–0,30           | A                                      | A                                    | A0–F3                                     | Sirius, Vega        |
| Azul                  | −0,33–0,00          | OB                                     | OB                                   | OB                                        | Spica, Rigel        |

As denominações comuns de cor (por exemplo, supergigante vermelha) são subjetivas e usam a estrela Vega como referência. No entanto, esses rótulos, embora tenham base quantificável, não refletem como o olho humano perceberia as cores dessas estrelas. Por exemplo, Vega tem uma cor branco-azulada, enquanto o Sol, visto do espaço, pareceria branco neutro, ligeiramente mais quente que o iluminante D65 (que pode ser considerado um branco levemente frio). Estrelas "verdes" seriam percebidas como brancas pelo olho humano.